# Associació de Futbol de Kuwait
L'Associació de Futbol de Kuwait (en àrab الإتحاد الكويتي لكرة القدم, al-Ittiḥād al-Kuwaytī li-Kurat al-Qadam, «Unió Kuwaitiana de Futbol») és la institució que regeix el futbol a Kuwait. Agrupa tots els clubs de futbol del país i es fa càrrec de l'organització de la Lliga kuwaitiana de futbol i la Copa. També és titular de la Selecció de futbol de Kuwait absoluta i les de les altres categories.
- Afiliació a la FIFA: 1964
- Afiliació a l'AFC: 1964[3]
- Afiliació a la UAFA: 1976
- Afiliació a la WAFF: 2010
- Afiliació a l'AGCFF: 2016

Fou suspesa per interferències polítiques entre 2007 i 2011.